# Schnepfenvögel
Die Schnepfenvögel (Scolopacidae) sind eine große Familie aus der Ordnung der Regenpfeiferartigen (Charadriiformes). Sie enthält neben der Gattung der Eigentlichen Schnepfen (Scolopax) auch die Strandläufer (Calidris) und die Wasserläufer (Tringa) sowie viele weitere Gattungen. Die Familie ist vor allem auf der Nordhalbkugel verbreitet.

## Merkmale
Schnepfenvögel sind eine sehr vielgestaltige Gruppe. Der Schnepfentyp ist gekennzeichnet durch lange Beine und einen sehr langen Schnabel, der auch namensgebend ist (ahd. snepfa ist verwandt mit Ausdrücken für Schnabel, Spitze). Beim Brachvogeltyp ist der Schnabel zudem kräftig abwärts gebogen. Daneben gibt es den Wasserläufertyp mit mittellangem Schnabel und langen Beinen, den Strandläufertyp mit kürzeren Beinen und mittellangem Schnabel, sowie den kurzschnäbligen Steinwälzertyp. Abweichend sind dann noch die Wassertreter, die eher entenartig schwimmend leben und kurze Beine und mittellange Schnäbel haben.

### Schnabel
Der Schnabel ist in der Länge sehr unterschiedlich. Die beiden Extreme sind der Südseeläufer (halbe Länge des Kopfes) und die Brachvögel (dreifache Länge des Kopfes). In der Regel ist der Schnabel gerade, bei den Brachvögeln aber deutlich nach unten gebogen und bei den Pfuhlschnepfen leicht aufwärts gebogen. Ein gebogener Schnabel bietet Vorteile, um Nahrung unter Steinen zu suchen. Einen sehr kurzen, aber besonders kräftigen Schnabel haben die Steinwälzer, der ihnen beim Umdrehen schwerer Steine dient. Einen ebenfalls in der Form abweichenden Schnabel findet man auch beim Löffelstrandläufer, hier ist er wie bei Löfflern zum Ende hin verbreitert.
Fast alle Schnepfenvögel (mit Ausnahme der Steinwälzer und des Gischtläufers) haben an der Schnabelspitze einen geschwollenen mit Hornplatten versehenen Bereich, deren Ränder reich mit Rezeptorzellen zum Ertasten von Beute besetzt sind. Vor allem die Schnepfen und Strandläufer nutzen diese Vorrichtung, um in weichen Sand- und Schlickböden nach Nahrung zu suchen. Daneben wird der Schnabel zum Aufpicken von Nahrungsbestandteilen vom Boden oder von der Wasseroberfläche sowie zum Durchpflügen des Wassers genutzt. Viele Schnepfenvögel haben eine lange Zunge, um den Transport der Nahrung von der Schnabelspitze zu gewährleisten; wenn das nicht so ist, wie beispielsweise bei den Brachvögeln, muss die Nahrung durch Techniken des Werfens und Auffangens zum Rachen befördert werden. Jene Arten, die das Wasser mit seitlichen Schnabelbewegungen durchpflügen, pressen das Wasser durch minimal geöffneten Schnabel wieder heraus und behalten so kleine verwertbare Teile im Schnabel.

### Beine
Mit einer Ausnahme haben alle Schnepfenvögel einen anisodaktylen Fuß, das heißt, es gibt drei Vorderzehen und eine Hinterzehe. Die besagte Ausnahme ist der Sanderling, bei dem die Hinterzehe fehlt (Tridaktylie). Viele Schnepfenvögel wie die Wassertreter, die Pfuhlschnepfen und manche Strandläufer haben partielle Schwimmhäute zwischen den Vorderzehen; bei manchen existieren diese nur zwischen den äußeren Zehen, bei der Mehrzahl der Arten fehlen sie jedoch ganz.

### Flügel und Schwanz
Unter den Schnepfenvögel gibt es viele Langstreckenzieher, die mit langen und spitzen Flügeln hohe Geschwindigkeiten von 60 bis 70 km/h erreichen können. Wie bei den meisten Merkmalen gibt es aber auch hier zahlreiche Ausnahmen. Der Flussuferläufer, der mit schnellen Schlägen seiner Flügel meistens dicht über der Wasseroberfläche fliegt, erreicht nur 30 bis 40 km/h. Die Arten des Schnepfentyps haben ebenfalls eher abgerundete Flügel, die nicht zum schnellen Flug taugen, aber zur Navigation im dichten Wald besser geeignet sind. Während es bei Schnepfenvögeln in der Regel zwölf Schwanzfedern gibt, sind es bei den Arten des Schnepfentyps bis zu 26. Manche Arten können die äußeren Steuerfedern nach außen richten und hiermit vibrierende Geräusche erzeugen.

### Größe und Gefieder
Schnepfenvögel sind kleine bis mittelgroße Vögel. Im Durchschnitt sind die in polaren Breiten beheimateten Arten größer als die Bewohner warmer Gegenden (Bergmann-Regel). Bei vielen Arten gibt es auch eine Größendifferenz zwischen den Geschlechtern. So sind bei den Kampfläufern die Männchen deutlich größer als die Weibchen, bei Brachvögeln und Wassertretern ist es hingegen umgekehrt. Im Gefieder der allermeisten Schnepfenvögel überwiegen Grau- und Brauntöne. Es gibt nur wenige farbenfrohe Vertreter, und auch hier gibt es oft einen auffälligen Geschlechtsdimorphismus. Bei der Pfuhlschnepfe ist das Brutkleid des Männchens von einem intensiven Rot, beim Weibchen hingegen matt rotbraun; hingegen ist beim Thorshühnchen das Gefieder des Weibchens von einem leuchtenderen Rot als beim Männchen. Am extremsten ist der Unterschied beim Kampfläufer, wo Männchen im Brutkleid mit farbigem Federschmuck ausgestattet sind und im erheblichen Kontrast zu den schlichten Weibchen stehen.

### Salzdrüsen
Zwischen den Augen haben Schnepfenvögel in der Regel Salzdrüsen, durch die überschüssiges Salz abgegeben werden kann. Deren Größe ist je nach Art sehr unterschiedlich. Bei den süßwasser- und binnenlandbewohnenden Arten sind sie naturgemäß stark zurückgebildet oder fehlen ganz. Groß sind sie hingegen bei den Küstenbewohnern, ganz besonders beim muschelfressenden Knutt, der mit seiner Nahrung besonders große Mengen Salzwasser aufnimmt. Bei wandernden Arten kann auch beobachtet werden, dass sich die Salzdrüsen jahreszeitlich je nach Lebensraum vergrößern oder verkleinern.

## Verbreitung und Lebensraum
Schnepfenvögel sind auf allen Kontinenten verbreitet. Die meisten Arten findet man in den arktischen und gemäßigt-kalten Klimazonen der Nordhalbkugel. Dabei brüten einige Schnepfenvögel weiter nördlich als alle anderen Vögel. Vor allem Arten des Schnepfentyps sind auch in den Tropen zu finden, viele sind Insel-Endemiten.
Zwar gibt es auch einige Standvögel (viele tropische Arten, aber auch Teilpopulationen der Bekassine und des Großen Brachvogels), die meisten aber sind Zugvögel, zum Teil sogar ausgesprochene Langstreckenzieher. Der Eskimobrachvogel brütete in der kanadischen Arktis und zog bis nach Chile. Wassertreter brüten in der Hocharktis und finden sich im Winter auf dem Meer vor den Küsten Südamerikas, Afrikas und Südostasiens.
Der Lebensraum ist je nach Art extrem variabel. Gemeinsam ist allen Schnepfenvögeln aber die Nähe zum Wasser oder zumindest die Bevorzugung eines feuchten Untergrunds. In der Tundra brüten die meisten Arten im Binnenland, nur wenige küstennah. Die typischen Winterquartiere sind Küsten und Flussdeltas.

## Lebensweise

### Aktivität
Außerhalb der Brutzeit finden sich die meisten Arten zu großen Schwärmen zusammen, die einige tausend Individuen umfassen können. Diese können auch unterschiedlichen Arten angehören. Auch auf dem Zug sind die meisten Schnepfenvögel gesellig. Ausnahmen sind hier vor allem die einzelgängerischen Arten des Schnepfentyps.
Gemeinsam ist vielen Schnepfenvögeln ein stetes Auf- und Abbewegen des Hinterteils während ihrer Aktivität. Mehrere Begründungen wurden für dieses Verhalten geliefert, so die Anpassung des Vogels an die Bewegungen der Wellen, was einen tarnenden Effekt hätte, oder aber die Verbesserung des Gesichtssinns durch wechselnden Abstand der Augen vom Boden. Beim Ruhen stehen Schnepfenvögel oft auf einem Bein und verbergen den Schnabel im Gefieder.

### Ernährung
Unter Schnepfenvögeln findet sich ein breites Nahrungsspektrum. Sie ernähren sich von Würmern, Weichtieren, Krebstieren, kleinen Fischen, Insekten und Insektenlarven, und teilweise auch von Pflanzen. Im Watt stochernde Schnepfenvögel suchen nach Wenigborstern, Vielborstern, Flohkrebsen und Asseln. Manche haben sich auf hartschalige Mollusken wie Schnecken und Muscheln spezialisiert, hier ist vor allem der Knutt zu nennen. Schnepfenvögel, die ihre Nahrung im freien Wasser suchen, fangen hierbei auch kleine Fische. Auf dem offenen Meer fressen die Wassertreter Krill und picken gelegentlich Parasiten vom Rücken auftauchender Wale. Für die im Binnenland lebenden Vertreter des Schnepfentyps sind vor allem Regenwürmer Beute, aber auch Insekten und Spinnen.
Pflanzliche Nahrung wie Samen und Knospen wird vor allem in Notzeiten genommen, wenn andere Nahrung knapp ist, zum Beispiel bei einer dichten Schneedecke. Besonders ausgeprägt ist dies beim Kampfläufer und bei der Uferschnepfe in ihren Winterquartieren. Bei fast allen Arten, deren Ernährung untersucht wurde, fand sich zumindest ein geringer pflanzlicher Anteil.

### Fortpflanzung
Ganz überwiegend leben Schnepfenvögel in Monogamie. Die Paare bilden sich rasch nach dem Zug, und beide Partner brüten. Es gibt jedoch zahlreiche Ausnahmen. Die bekannteste dürfte der Kampfläufer sein, bei dem die Männchen sich um die Gunst eines Weibchens kümmern, aber nach der Begattung nicht mehr an der Brut beteiligen. Es gibt weitere Beispiele, wie zum Beispiel die Doppelschnepfe, bei der ebenfalls mehrere Männchen involviert sind und am Ende keine Paarbildung stattfindet. Bei den Wassertretern dagegen gibt es einen Rollentausch; hier brüten die Männchen, während die Weibchen den Nistplatz verteidigen.
Das Nest ist bei den meisten Arten eine flache Bodenmulde. Die Menge des Nistmaterials kann auch innerhalb einer Art je nach den Verhältnissen am Nistplatz sehr unterschiedlich sein. Sie befinden sich bei einigen Arten offen und frei auf dem Boden oder können im Bewuchs versteckt sein. Dabei wird gelegentlich die Nistmulde umgebende Pflanzung zur Tarnung über dem Nest zusammengezogen. Von diesem Brutverhalten weichen der Waldwasserläufer und gelegentlich auch der Bruchwasserläufer ab. Sie nutzen häufig alte Nester von baumbrütenden Arten.
Die Gelege der Schnepfenvögel bestehen gewöhnlich aus vier, bei manchen Arten auch zwei oder drei kreiselförmigen bis ovalen Eiern. Diese sind durch ihre Sprenkelung gut getarnt. Die Dunenjungen haben häufig eine Rückenzeichnung, die aus einem dunklen Mittelstreif besteht, der durch ein helleres Band unterteilt sein kann. Auf beiden Körperseiten befinden sich gewöhnlich ebenfalls mehrere dunkle Streifen. Die Jungen verlassen nach etwa drei Wochen Brutzeit sehr schnell das Nest und suchen selbständig nach Nahrung, wobei sie  von einem oder beiden Elternteilen beaufsichtigt und gewärmt werden. Nach zwei bis fünf Wochen sind Schnepfenvögel flugfähig. Wohl weniger als die Hälfte überlebt das erste Lebensjahr. Die Lebensdauer dürfte selten mehr als zehn Jahre betragen, obwohl vereinzelt beringte Exemplare mehr als zwanzig Jahre lebten.

## Systematik
Die Schnepfenvögel sind eine Familie der Regenpfeiferartigen. Innerhalb dieser Ordnung gehören sie zur Unterordnung Scolopaci und stehen als basale Familie allen anderen Familien der Scolopaci als Schwestergruppe gegenüber.
- Unterfamilie Arenariinae
  - Gattung Strandläufer (Calidris)

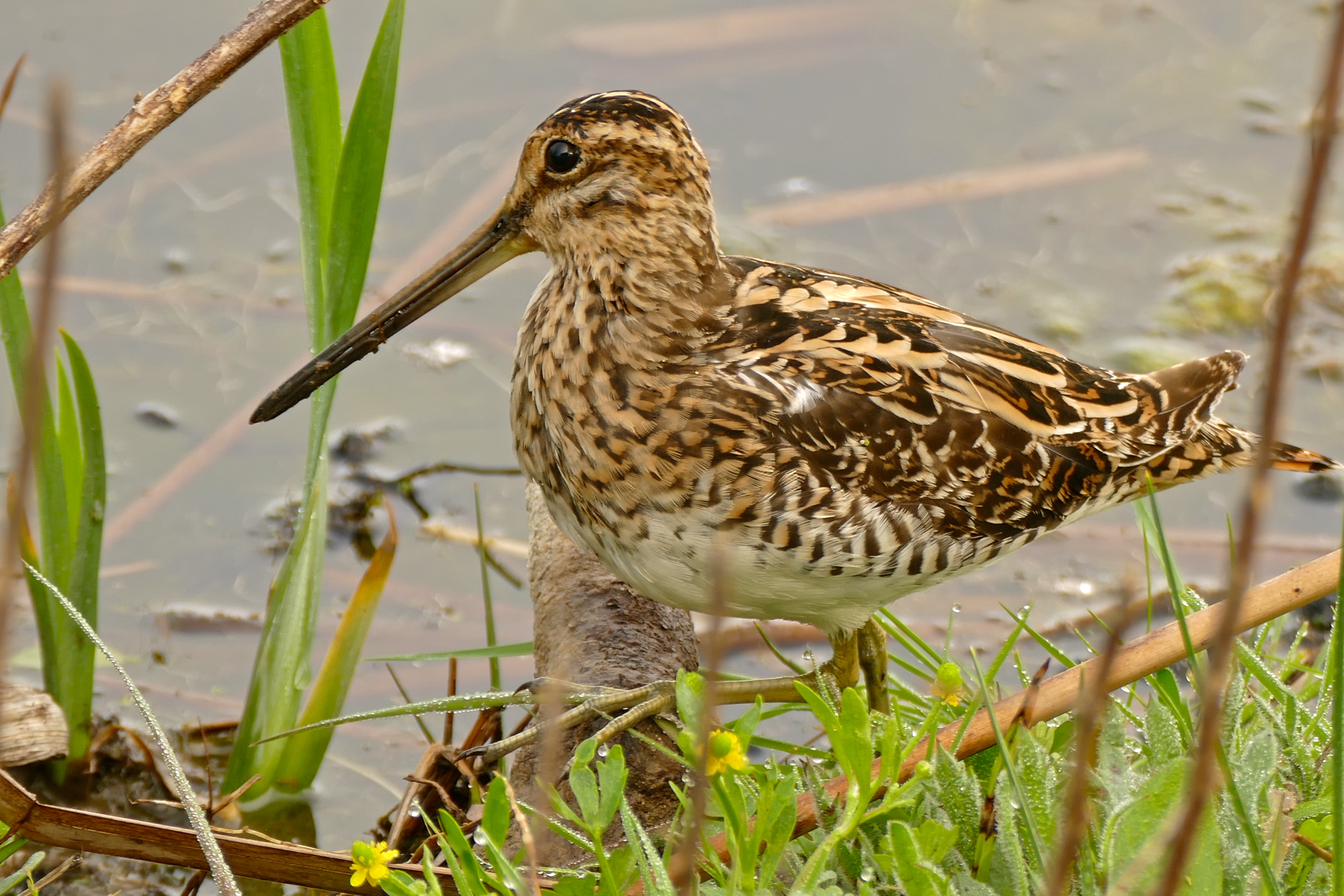
Bekassine (Gallinago gallinago)

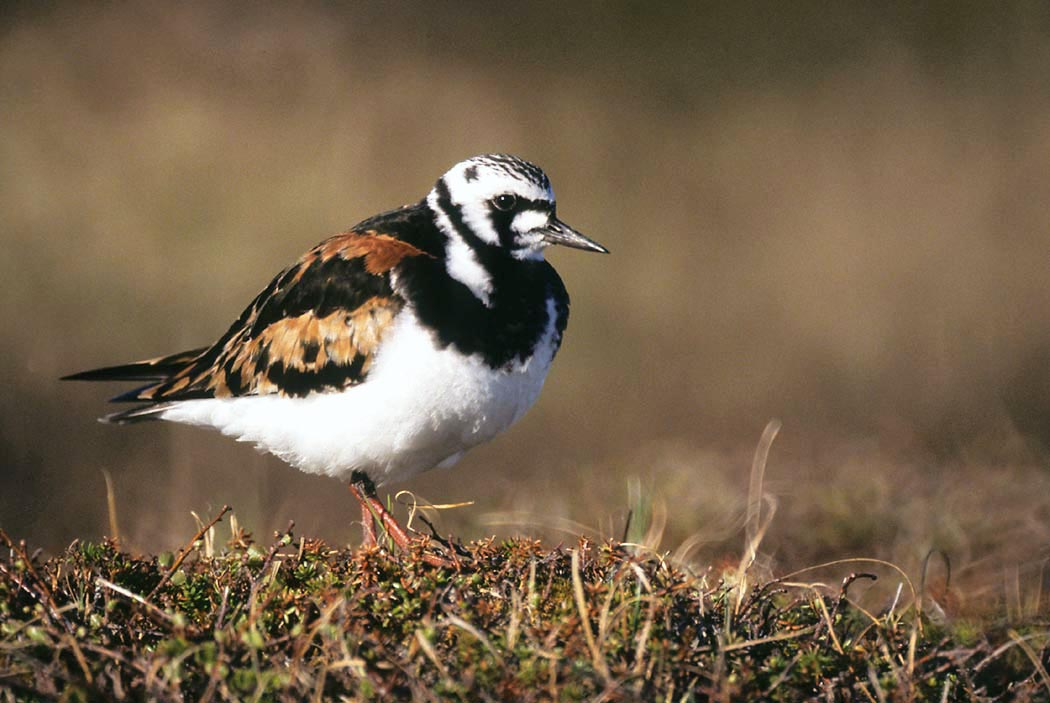
Steinwälzer im Prachtkleid

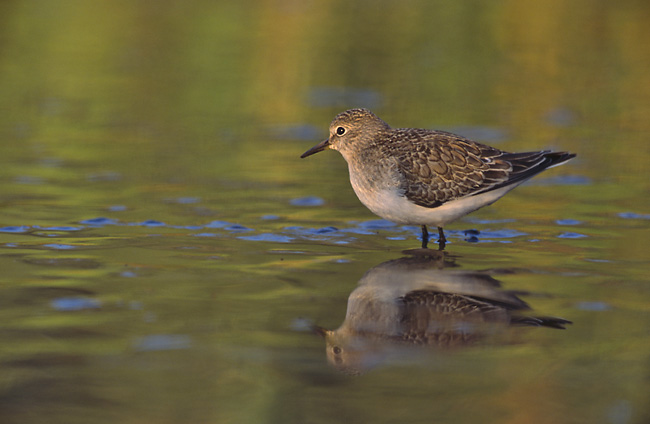
Temminckstrandläufer (Calidris temminckii)

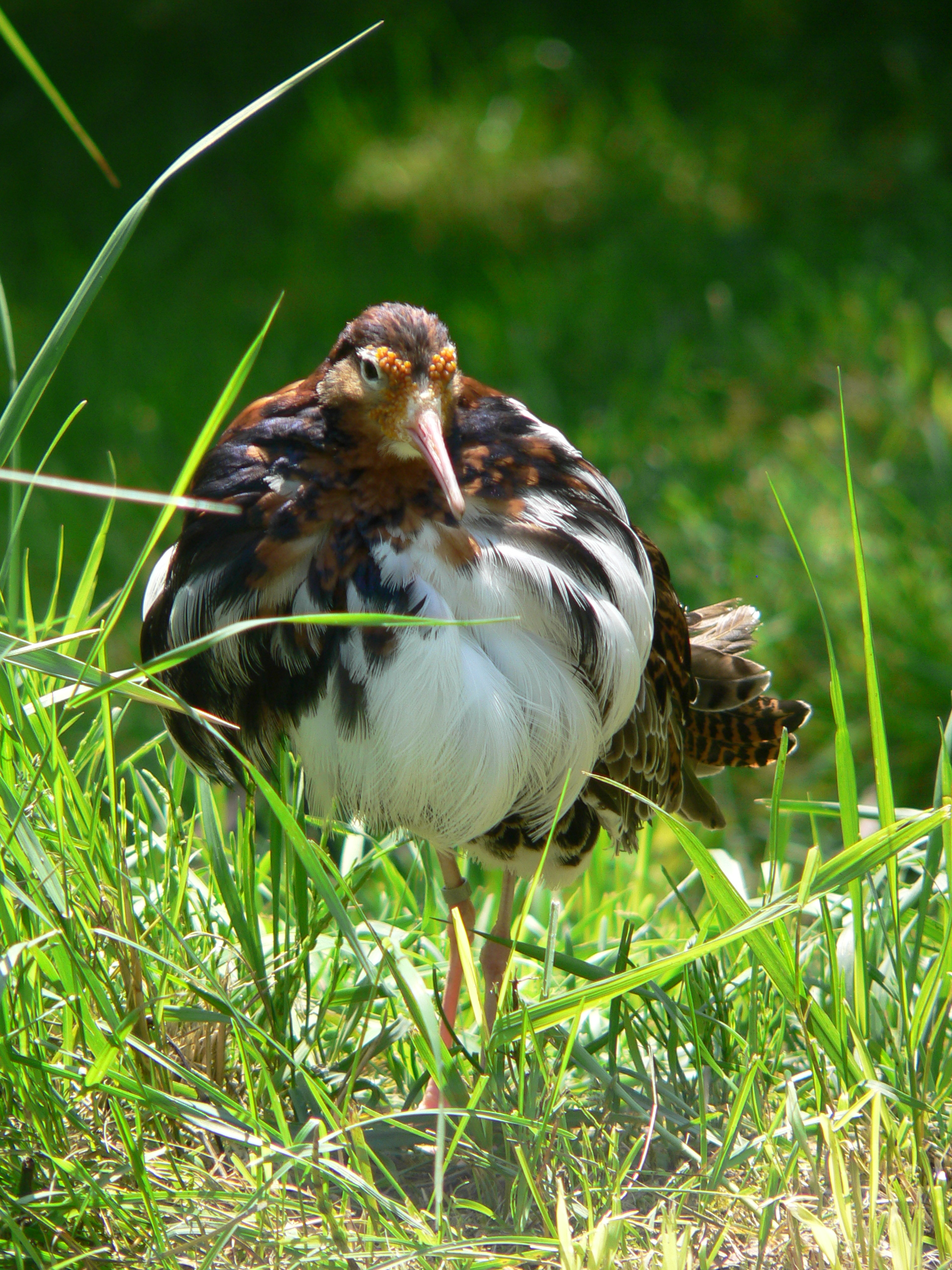
Kampfläufer, Prachtkleid

    - Spitzschwanzstrandläufer (Calidris acuminata)
    - Sanderling (Calidris alba)
    - Alpenstrandläufer (Calidris alpina)
    - Bairdstrandläufer (Calidris bairdii)
    - Knutt (Calidris canutus)
    - Sumpfläufer (Calidris falcinellus)
    - Sichelstrandläufer (Calidris ferruginea)
    - Weißbürzel-Strandläufer (Calidris fuscicollis)
    - Bindenstrandläufer (Calidris himantopus)
    - Meerstrandläufer (Calidris maritima)
    - Bergstrandläufer (Calidris mauri)
    - Graubrust-Strandläufer (Calidris melanotos)
    - Zwergstrandläufer (Calidris minuta)
    - Wiesenstrandläufer (Calidris minutilla)
    - Beringstrandläufer (Calidris ptilocnemis)
    - Kampfläufer (Calidris pugnax)
    - Sandstrandläufer (Calidris pusilla)
    - Löffelstrandläufer (Calidris pygmeus)
    - Rotkehlstrandläufer (Calidris ruficollis)
    - Langzehenstrandläufer (Calidris subminuta)
    - Grasläufer (Calidris subruficollis)
    - Temminckstrandläufer (Calidris temminckii)
    - Großer Knutt (Calidris tenuirostris)
    - Gischtläufer (Calidris virgata)

  - Gattung Steinwälzer (Arenaria)
    - Steinwälzer (Arenaria interpres)
    - Schwarzkopf-Steinwälzer (Arenaria melanocephala)

  - Gattung Prosobonia
    - Südseeläufer (Prosobonia parvirostris)
    - † Kirimati-Südseeläufer (Prosobonia cancellata)
    - † Gesellschaftsläufer (Prosobonia leucoptera)
    - † Weißflügelsüdseeläufer (Prosobonia ellisi)
- Unterfamilie Tringinae
  - Gattung Wasserläufer (Tringa)
    - Grauschwanzwasserläufer (Tringa brevipes)
    - Dunkler Wasserläufer (Tringa erythropus)
    - Kleiner Gelbschenkel (Tringa flavipes)
    - Bruchwasserläufer (Tringa glareola)
    - Tüpfelgrünschenkel (Tringa guttifer)
    - Wanderwasserläufer (Tringa incanus)
    - Großer Gelbschenkel (Tringa melanoleuca)
    - Grünschenkel (Tringa nebularia)
    - Waldwasserläufer (Tringa ochropus)
    - Schlammtreter (Tringa semipalmata)
    - Einsiedelwasserläufer (Tringa solitaria)
    - Teichwasserläufer (Tringa stagnatilis)
    - Rotschenkel (Tringa totanus)

  - Gattung Actitis
    - Flussuferläufer (Actitis hypoleucos)
    - Drosseluferläufer (Actitis macularius)

  - Gattung Xenus
    - Terekwasserläufer (Xenus cinereus)

  - Gattung Wassertreter (Phalaropus)
    - Thorshühnchen (Phalaropus fulicarius)
    - Odinshühnchen (Phalaropus lobatus)

  - Gattung Steganopus
    - Wilson-Wassertreter (Steganopus tricolor)
- Unterfamilie Scolopacinae
  - Gattung Neuseelandschnepfen (Coenocorypha)
    - Aucklandschnepfe (Coenocorypha aucklandica)
    - Chathamschnepfe (Coenocorypha pusilla)

  - Gattung Bekassinen (Gallinago)
    - Punabekassine (Gallinago andina)
    - Wilson-Bekassine (Gallinago delicata)
    - Bekassine (Gallinago gallinago)
    - Japanbekassine (Gallinago hardwickii)
    - Kaiserbekassine (Gallinago imperialis)
    - Andenbekassine (Gallinago jamesoni)
    - Madagaskarbekassine (Gallinago macrodactyla)
    - Doppelschnepfe (Gallinago media)
    - Waldbekassine (Gallinago megala)
    - Nepalbekassine (Gallinago nemoricola)
    - Afrikanische Bekassine (Gallinago nigripennis)
    - Nobelbekassine (Gallinago nobilis)
    - Pantanalbekassine (Gallinago paraguaiae)
    - Magellanbekassine (G. magellanica)[10]
    - Einsiedlerbekassine (Gallinago solitaria)
    - Spießbekassine (Gallinago stenura)
    - Kordillerenbekassine (Gallinago stricklandii)
    - Riesenbekassine (Gallinago undulata)

  - Gattung Eigentliche Schnepfen (Scolopax)
    - Celebeswaldschnepfe (Scolopax celebensis)
    - Kanadaschnepfe (Scolopax minor)
    - Amamiwaldschnepfe (Scolopax mira)
    - Obischnepfe (Scolopax rochussenii)
    - Waldschnepfe (Scolopax rusticola)
    - Malaienschnepfe (Scolopax saturata)

  - Gattung Schlammläufer (Limnodromus)
    - Kleiner Schlammläufer (Limnodromus griseus)
    - Großer Schlammläufer (Limnodromus scolopaceus)
    - Steppenschlammläufer (Limnodromus semipalmatus)
- Unterfamilie LimosinaePfuhlschnepfe (Limosa lapponica)
  - Gattung Pfuhlschnepfen (Limosa)

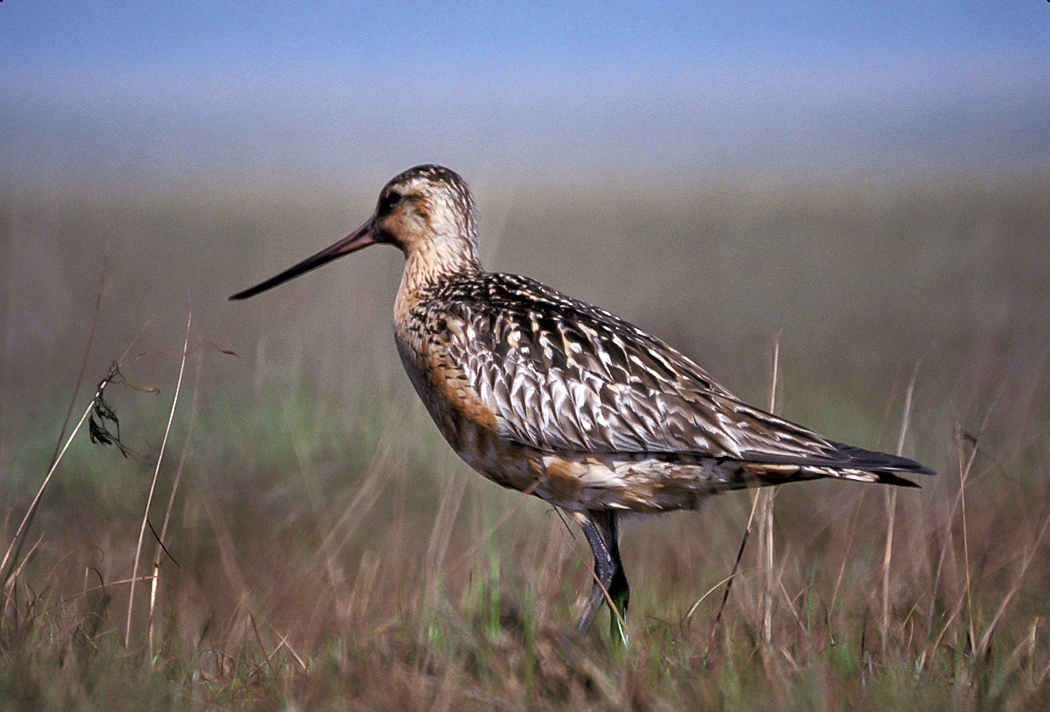
Pfuhlschnepfe (Limosa lapponica)

    - Amerikanische Pfuhlschnepfe (Limosa fedoa)
    - Hudsonschnepfe (Limosa haemastica)
    - Pfuhlschnepfe (Limosa lapponica)
    - Uferschnepfe (Limosa limosa)

  - Gattung Lymnocryptes
    - Zwergschnepfe (Lymnocryptes minimus)
- Unterfamilie NumeniinaeAmerikanischer Brachvogel
  - Gattung Bartramia

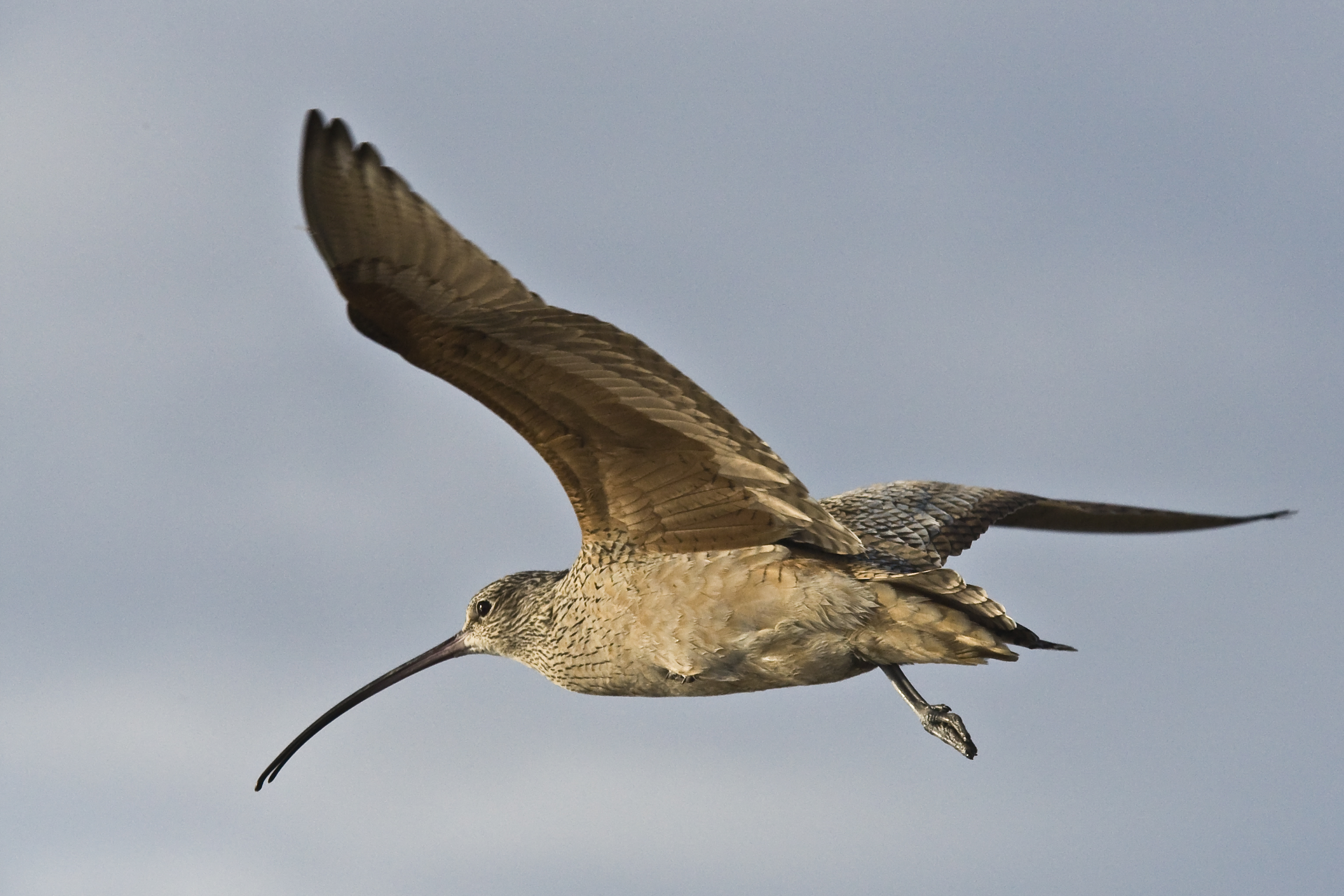
Amerikanischer Brachvogel

    - Prärieläufer (Bartramia longicauda)

  - Gattung Brachvögel (Numenius)
    - Amerikanischer Brachvogel (Numenius americanus)
    - Großer Brachvogel (Numenius arquata)
    - Eskimobrachvogel (Numenius borealis), vermutlich ausgestorben
    - Isabellbrachvogel (Numenius madagascariensis)
    - Zwergbrachvogel (Numenius minutus)
    - Regenbrachvogel (Numenius phaeopus)
    - Borstenbrachvogel (Numenius tahitiensis)
    - Dünnschnabel-Brachvogel (Numenius tenuirostris), eventuell ausgestorben

## Menschen und Schnepfenvögel
Schnepfenvögel standen in vielen Ländern auf dem Speiseplan. Dies gilt vor allem für die Völker der Arktis und Nordeuropas, wo sie besonders häufig vorkamen. Der Knutt soll sogar nach dem König Knut dem Großen benannt worden sein, der eine Vorliebe für das Fleisch dieses Vogels hatte. In Mitteleuropa galt die Jagd auf die Waldschnepfe als besonders schwierig, da dieser Vogel durch seinen Zickzackflug kaum zu treffen war. Daher ist es nicht verwunderlich, dass ein Körperteil des erlegten Vogels, die äußerste Handschwinge vor der ersten Schwungfeder (Malerfeder), als Trophäe gilt, wofür bei Federwild sonst nur besonders große oder bunte Tiere (Auerwild, Eichelhäher) in Frage kommen. Die Malerfeder ist 3 cm lang und unscheinbar braun und wird für feine Pinselstriche, z. B. in der Kalligraphie genutzt.
Vom englischen Wort für Schnepfe (snipe) leitet sich der Begriff Sniper für einen Scharfschützen ab. Der Nachteil der Jagd war, dass die Bestände mancher Arten bis zum Zusammenbruch reduziert wurden. Berühmtestes Beispiel ist hier der Eskimobrachvogel, mit etlichen Millionen Individuen einst einer der häufigsten Vögel Nordamerikas, und mittlerweile wahrscheinlich ausgerottet.

## Belege